# Jashupse
Jashupse (en georgiano: ხაშუფსე; en abjasio: Ҳашыԥсы, romanizado: Jashupsy; en ruso: Хашпсы, romanizado: Jashupsy; en armenio: Խաշուփսա, romanizado: Jashupsa) es un pueblo que pertenece a la parcialmente reconocida República de Abjasia, parte del distrito de Gagra, aunque de iure pertenece al municipio de Gagra de la República Autónoma de Abjasia de Georgia.

## Geografía
Jasupse está en el margen izquierda del río Jashupse, a una distancia de 10 km de la frontera con Rusia y 15 km de Gagra. Limita con la localidad de Baghnari en el norte; Gantiadi y Mejadiri en el oeste; en el este están los Montes de Gagra, y en al sur con Jolodnaya Rechka. 

## Historia
Cerca del pueblo, en una roca junto al río Jashupse, se encuentran las ruinas de una fortaleza medieval temprana con una basílica construida entre los siglos VIII al X. La fortaleza estaba equipada con muros de hasta diez metros de altura con tres torres de vigilancia para defender el área de la invasión de enemigos desde el mar o de las incursiones merodeadoras de las tribus de las montañas.
Jashupse fue colonizado en 1899 por refugiados armenia originarios de la provincia de Samsun del entonces Imperio otomano. Hasta entonces, el lugar había estado deshabitado durante mucho tiempo.
El asentamiento se independizó como pueblo solo en 1935, cuando el territorio formaba parte de Gantiadi y pertenecía a la aldea de Pilenkovo. A lo largo de la existencia de los Jashupse, la población era, con algunas excepciones, puramente armenia, y todavía lo es hoy. La única diferencia es que, en comparación con mediados del siglo XX, la población se ha reducido a aproximadamente una cuarta parte y la gran área del pueblo ha sido absorbida por el bosque. La población se dedicaba a la agricultura y ocasionalmente al turismo gracias al cañón de Jashupse y al mencionado castillo, o gracias a los viajes turísticos a las montañas adyacentes.
El pueblo no cambió de nombre después de la guerra en Abjasia de 1992 a 1993.

## Demografía
La evolución demográfica de Jashupse entre 1959 y 2011 fue la siguiente:
| 303                                                 | 217 | 271 |
| (Fuente: Population of Abkhazia since Soviet times) |     |     |

Según el censo de 1959, la mayoría de la población local eran armenios. La población ha tenido un aumento considerable de población en términos porcentuales, aunque la inmensa mayoría de la población sigue siendo armenia. 
|              | 2011      | 2011       |
| Grupo étnico | Población | Porcentaje |
| ------------ | --------- | ---------- |
| Georgianos   | 0         | 0%         |
| Abjasios     | 0         | 0%         |
| Rusos        | 3         | 1,1%       |
| Ucranianos   | 1         | 0,4%       |
| Armenios     | 266       | 98,2%      |
| Griegos      | 1         | 0,4%       |
| Total        | 271       | 100%       |